# Isaac Beitia
Isaac Beitia Lasso (8 de agosto de 1995) es un nadador panameño. 

## Biografía
Beitia debutó en el panorama internacional de la natación en el Campeonato del Mundo de piscinas pequeñas celebrado en Doha en 2014, donde no consiguió resultados destacables. Cuatro años después, en el campeonato de 2018 en Hangzhou, China, logró nadar varios récords personales.. Representó a Panamá en el Campeonato Mundial de Natación Acuática de 2019 celebrado en Gwangju, Corea del Sur y terminó en el puesto 63 en las eliminatorias de la prueba masculina de 50 metros estilo libre. En los 100 metros estilo libre masculino terminó en el puesto 58 en las eliminatorias.También representó a Panamá en los Juegos Panamericanos 2019 celebrados en Lima, Perú. también representó a Panamá en los Juegos Panamericanos de 2023 celebrado en Santiago, Chile, en donde quedó de sexto lugar en los 200 metro libre.